# FK Spartak Moskva
FK Spartak Moskva (ruski: Футбольный клуб «Спартак» Москва) je ruski nogometni klub iz Moskve koji se natječe u Ruskoj Premijer ligi.
Klub je osnovan 1921. godine. Dvanaest puta je osvajao sovjetsko prvenstavo, a 9 puta rusko prvenstvo. Svoje domaće utakmice igraju na stadionu Lužnjiki, u crveno-bijelim dresovima. Najveći rivali su im moskovski klubovi CSKA, Dinamo i Lokomotiv, kao i Zenit Sankt Peterburg, te Dinamo Kijev. 

## Trofeji
- Sovjetsko prvenstvo
  - Prvaci (12):  1936. (jesen), 1938., 1939., 1952., 1953., 1956., 1958., 1962., 1969., 1979., 1987., 1989.
- Ruska Premijer liga
  - Prvaci (9): 1992., 1993., 1994., 1996., 1997., 1998., 1999., 2000., 2001.
- Sovjetski kup
  - Prvaci (10): 1938., 1939., 1946., 1947., 1950., 1958., 1963., 1965., 1971., 1992.
- Ruski kup
  - Prvaci (3): 1994., 1998., 2003.

## Vanjske poveznice
- Službena stranica